# Pettah (Sri Lanka)
Pettah (code postal : 01100) , dérivé du mot tamil « Pettai », un mot anglo-indien utilisé pour désigner une banlieue à l'extérieur d'un fort. Aujourd'hui, le terme cinghalais « pita-kotuwa » qui signifie à l'extérieur du fort, décrit facilement l'endroit.

## Géographie

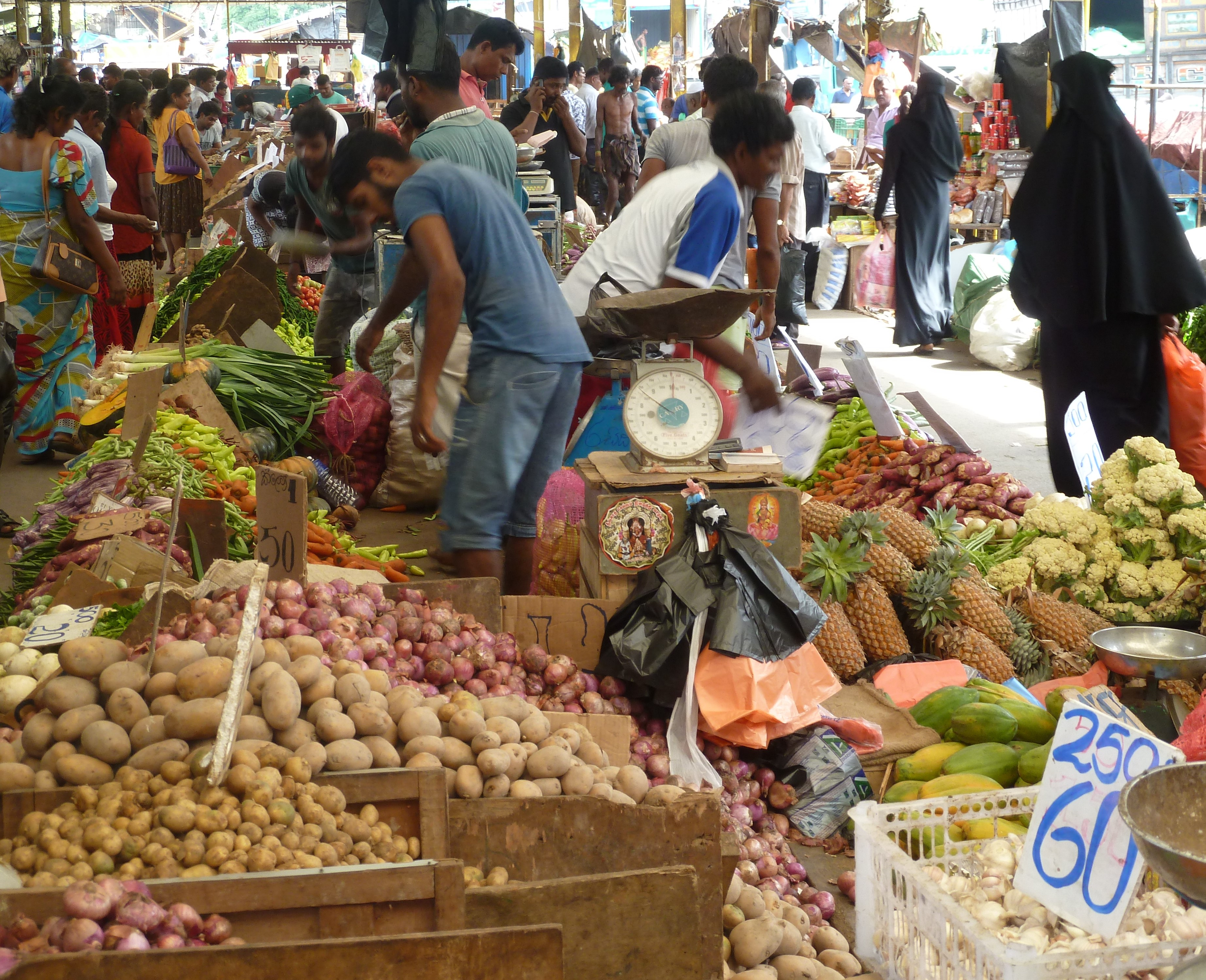
Le marché aux légumes de Pettah.

Pettah est un quartier de Colombo au Sri Lanka, situé à l'est du centre-ville desservi par la gare de Colombo-Fort. Le quartier de Pettah est rendu célèbre pour son marché, à l'intérieur duquel se déroule une suite d'étals, en plein air. C'est la zone commerciale la plus achalandée du Sri Lanka, c'est là que sont concentrés la plupart des magasins, des textiles, des bâtiments et de nombreuses autres organisations commerciales.

## Religion

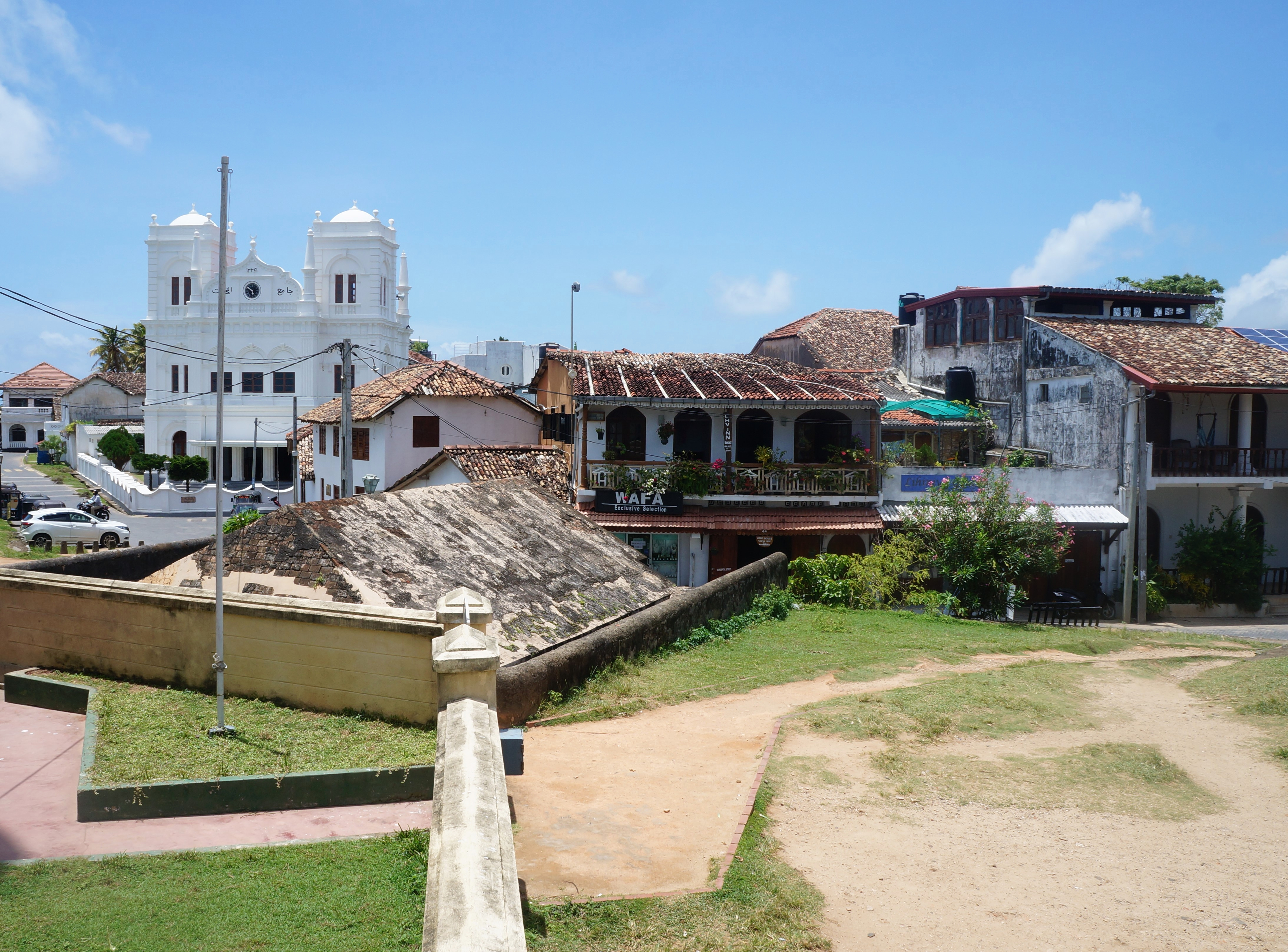
Galle, la mosquée Meera.

Le quartier de Pettah est une zone pluri-religieuse et multi-ethnique. Les Sri-lankais et les Memons sont les groupes ethniques qui prédominent dans ce secteur. Néanmoins, cohabitent de nombreux Cinghalais et Tamouls du Sri Lanka, auxquels s'ajoutent également des minorités comme les Burghers et les Malais. Un tel éventail ethnique, offre une grande diversité dans les religions. Sont donc ainsi représentés le bouddhisme, l'hindouisme, l'islam, le christianisme et le protestantisme.

## Culture et patrimoine

### Lieux et monuments
Les points de repère remarquables de ce quartier sont :
- L'église Wolvendaal (Wolvendaalse Kerk) est l'une des plus anciennes églises protestantes de l'époque coloniale hollandaise. Dès son édification Wolvendaal fut le principal lieu de culte d’un sobre calvinisme, alors que Kasteel Kerk restait le principal siège religieux jusqu'à sa démolition en 1813.
- La mosquée de Jami Ul-Alfar, connue familièrement sous le nom de « Samman Kottu Palli », « Rathu Palliya », « Red Masjid » ou « Mosquée Rouge ») est un monument historique située sur Second Cross Street dans Pettah. C'est une des plus anciennes mosquées de Colombo qui avait été commandée par la communauté musulmane Borah. La construction a débuté en 1908 et s'est achevée en 1909, son architecte (non qualifié) et constructeur en fut Habibu Labbe Saibu Labbe.
- La porte de Kayman, Kayman's Gate.
- L'ancien hôtel de ville de Colombo.
- Le Musée néerlandais de Colombo, qui couvre l'histoire de la domination coloniale Netherlands[pas clair] au Sri Lanka. Il fut la résidence officielle du gouverneur de Ceylan Thomas van Rhee (1634 - 1701) pendant son mandat de 1692 à 1697.
- Le beffroi de la porte Kayman a été construit au début du XXe siècle par la famille Framjee Bhikhajee Khan originaire de Bombay (Mumbai) en Inde. Cette famille Parsi possédait également les célèbres moulins à huile de Colombo ainsi que d'autres centres commerciaux à Ceylan. le Beffroi de la porte Kayman est un point de repère très populaire qui marque l'entrée du marché de Pettah.

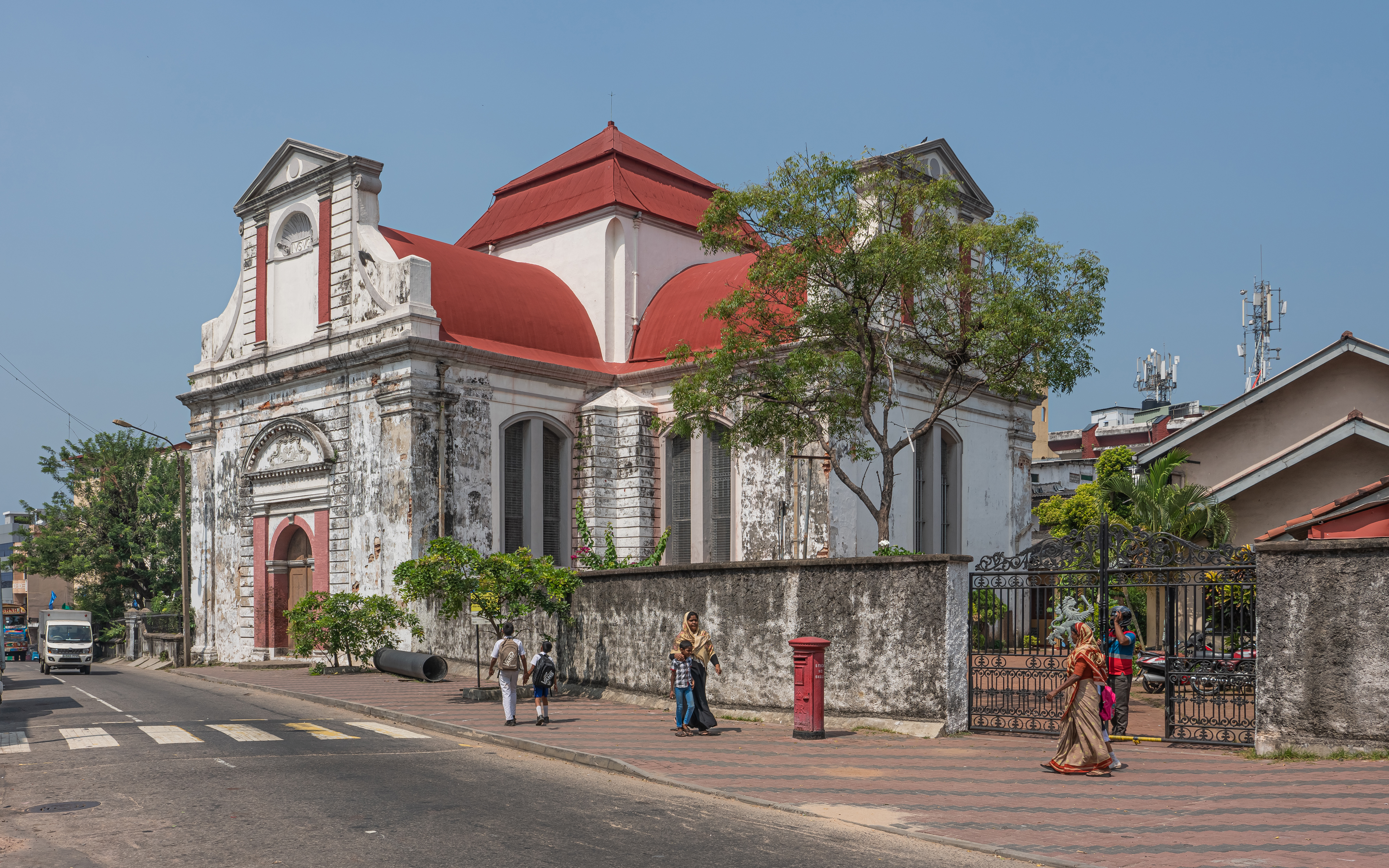
l'église "Wolvendaal" une des plus vieilles églises du Sri Lanka.
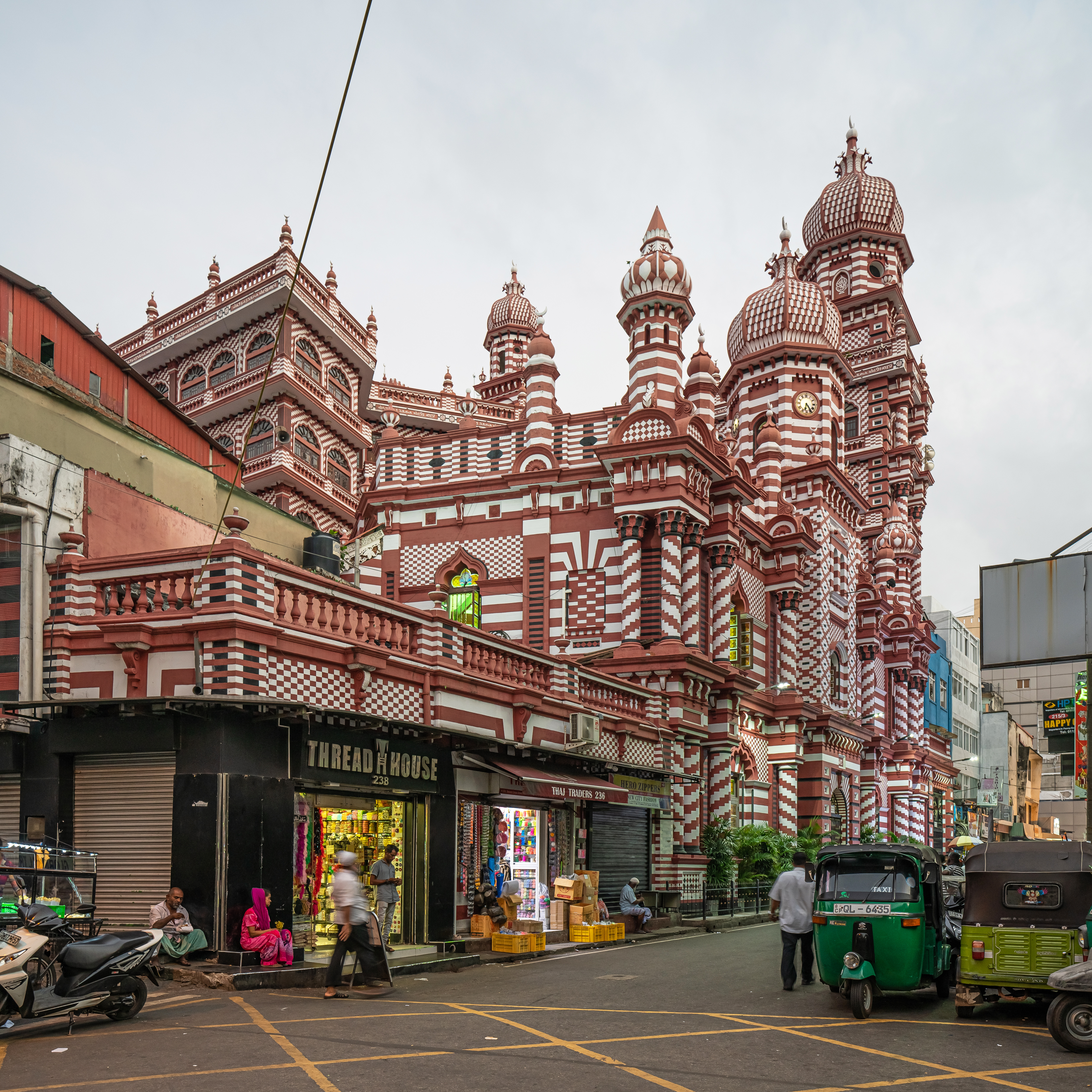
la mosquée "Jami Ul-Alfar", une des plus vieilles de Colombo.
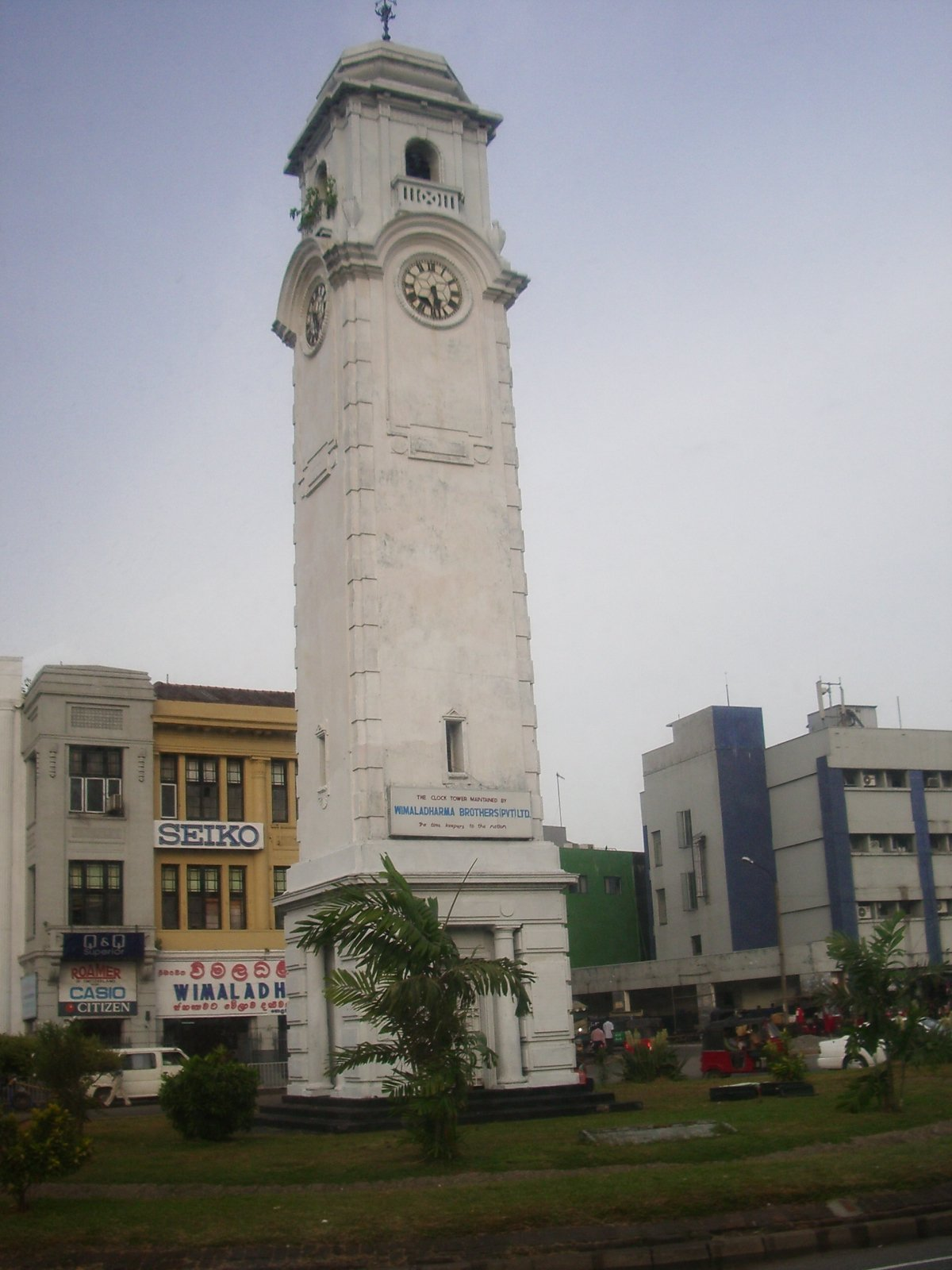
Le beffroi situé à l'entrée du marché de la ville.
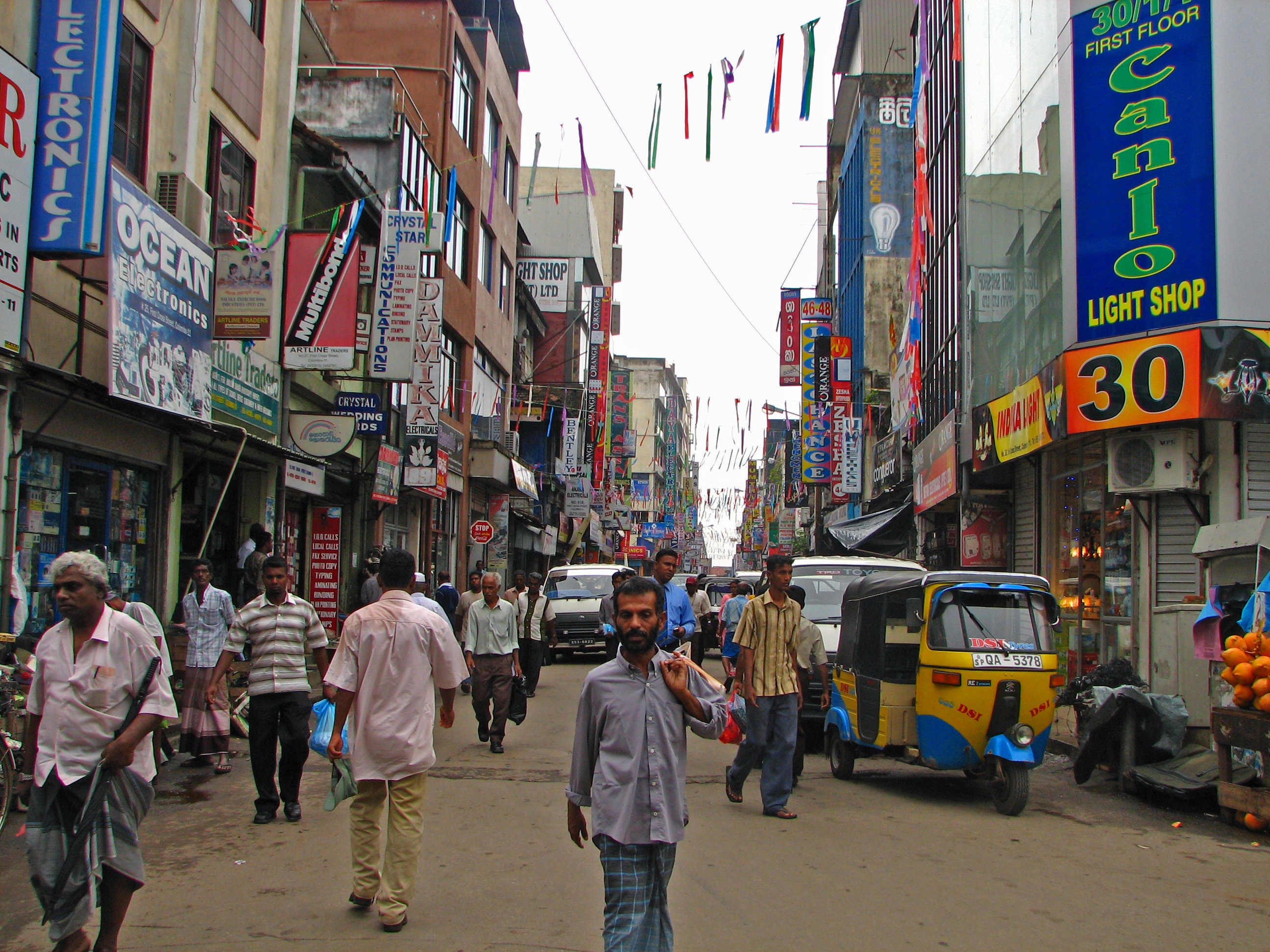
une des rues du marché de Pettah.
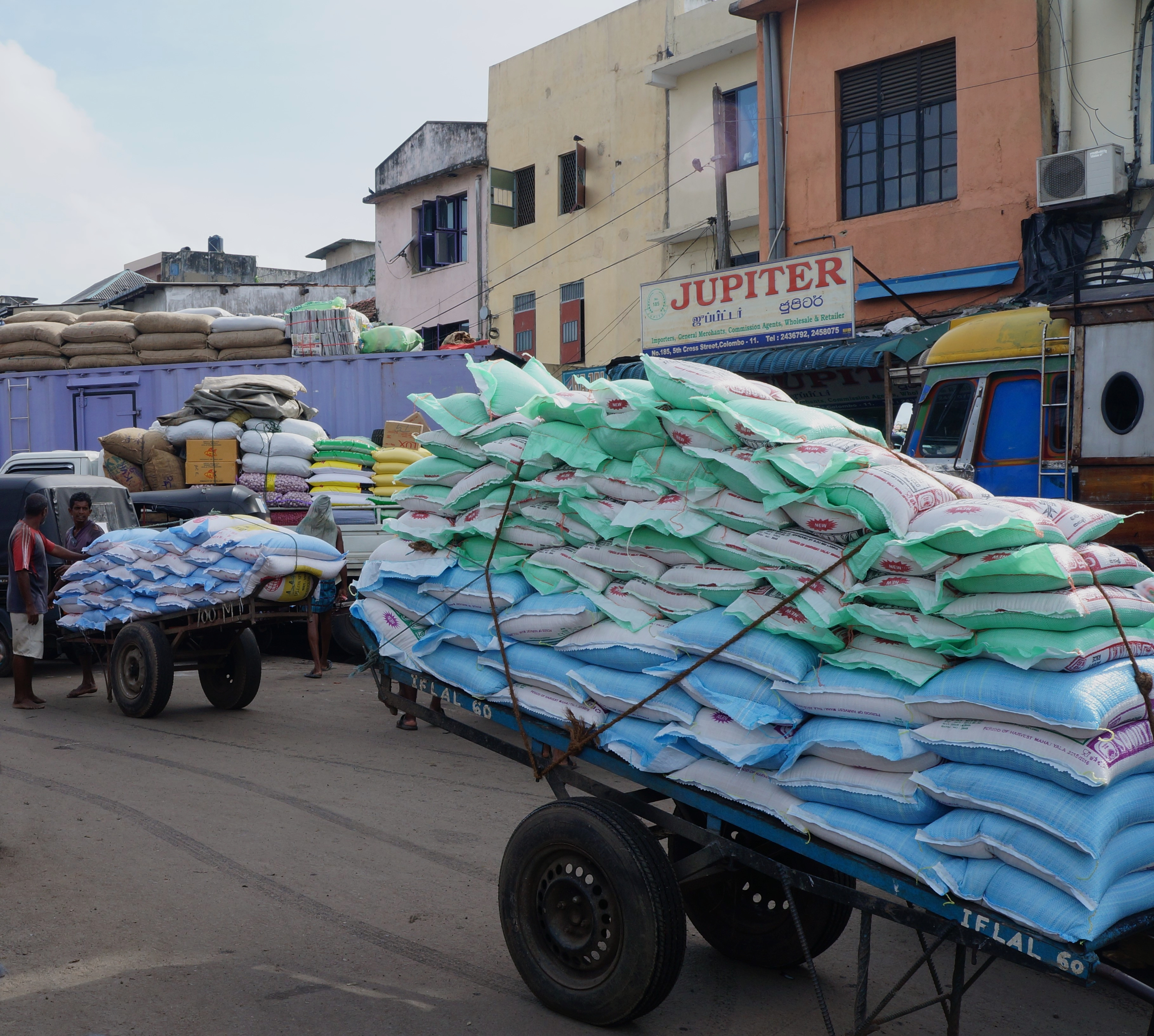
Une des rues du marché de Pettah.
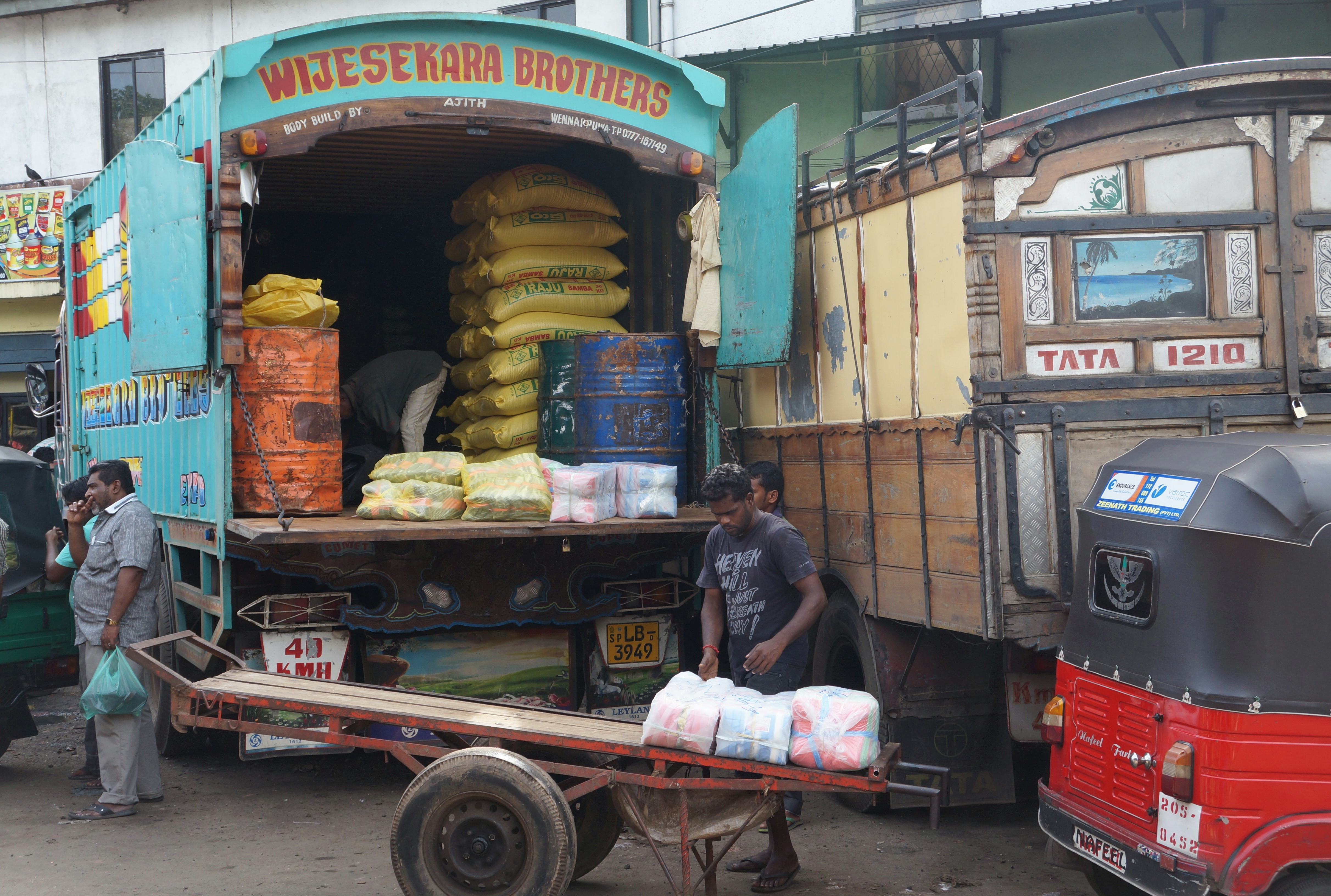
Une des rues du marché de Pettah.